# Astronomia babilonese

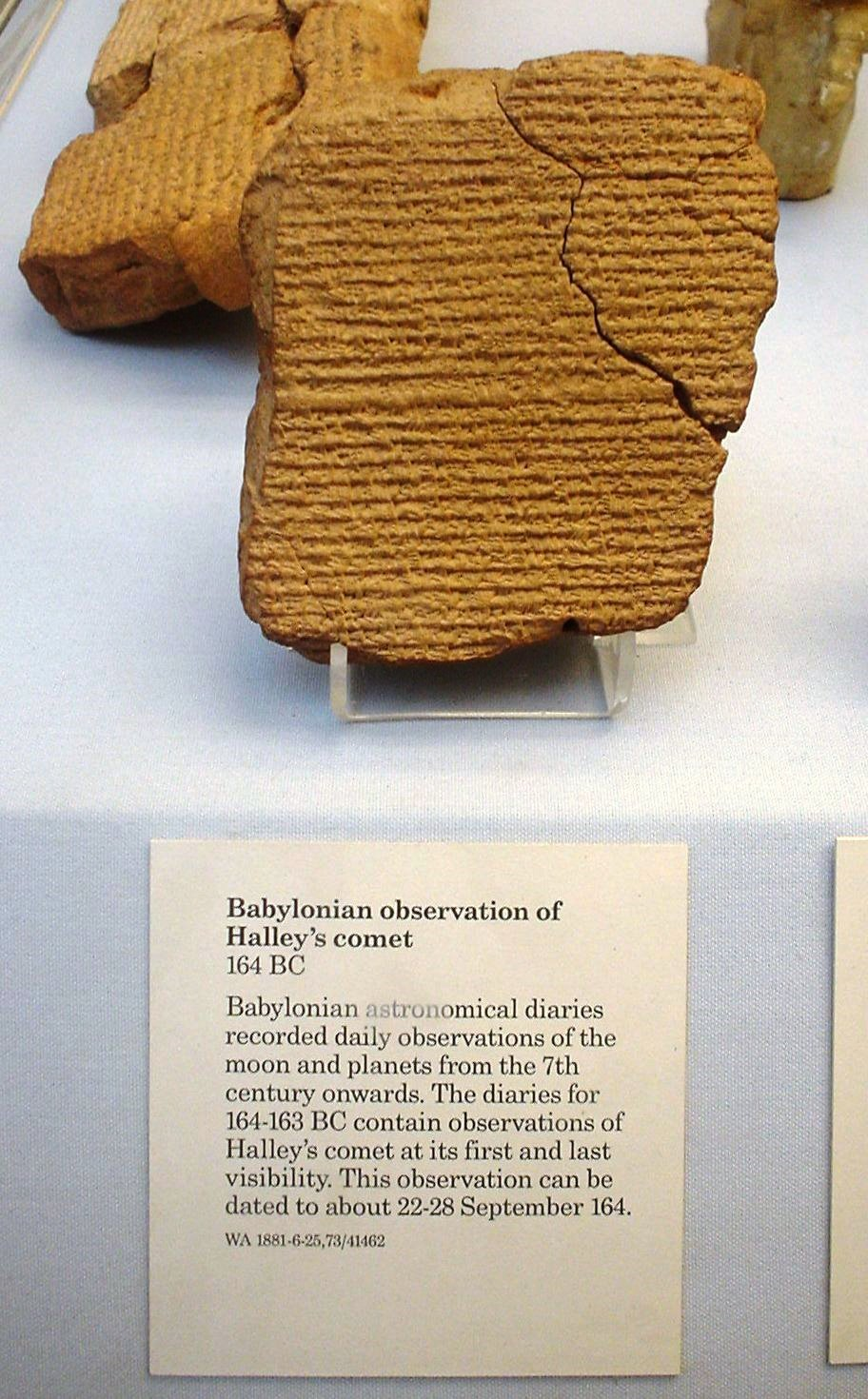
Tavoletta babilonese del 164 a.C. riportante dati astronomici sulla cometa di Halley

Col termine astronomia babilonese si intendono le teorie e i metodi sviluppati in Mesopotamia (la "terra fra i fiumi" Tigri ed Eufrate, situata nel Sud dell'attuale Iraq), in particolare dai seguenti popoli: Sumeri, Accadi, Babilonesi e Caldei. Le loro avanzate conoscenze astronomiche influenzarono successivamente la cultura scientifica di egizi, indiani e greci. Ed in effetti la astronomia mesopotamica rappresenta la prima fase dell'astronomia occidentale.
Legata alla nascita dell'astronomia, ed anzi propedeutica ad essa, è la creazione della più antica forma di scrittura, quella cuneiforme, elaborata dai Sumeri attorno al 3500 - 3000 a.C.

Sebbene i Sumeri si limitassero ad osservazioni astronomiche abbastanza semplici, tuttavia esse posero le basi del successivo e sofisticato sistema astronomico babilonese. 

La teologia astrale, la quale riteneva che alla base dell'universo vi fossero degli dèi corrispondenti a corpi celesti, fu elaborata dai Sumeri e successivamente ripresa ed integrata dagli altri popoli mesopotamici. Lo sviluppo di tale teologia è anch'esso legato allo sviluppo dell'astronomia.

Utilizzavano inoltre il sistema di numerazione sessagesimale, che semplificava il difficile compito di registrare sia numeri molto grandi che numeri molto piccoli. La pratica moderna di dividere un cerchio in 360 gradi, di 60 minuti ciascuno, iniziò presso di loro.
Durante l'VIII ed il VII secolo a.C., gli astronomi babilonesi svilupparono un sistema empirico di approccio alla materia. 
Fu questo un importante contributo sia per l'astronomia che per la filosofia della scienza, tanto che molti studiosi si riferiscono a questo nuovo approccio come alla prima rivoluzione scientifica. Questo nuovo sistema venne poi adottato nell'astronomia greca ed ellenistica.
Le fonti classiche latine e greche utilizzano il termine "Caldei" per indicare gli astronomi della Mesopotamia, i quali erano in realtà dei sacerdoti-scribi specializzati in astrologia e altre forme divinatorie.

## Astronomia Babilonese del Primo Impero
L'astronomia babilonese antica si riferisce al tipo di astronomia che veniva praticato durante e dopo il Primo Impero Babilonese e prima della Seconda Dinastia Babilonese.
I Babilonesi furono i primi a riconoscere la periodicità dei fenomeni astronomici ed i primi ad applicare la matematica alle loro predizioni.
Alcune tavolette, databili al Primo Impero Babilonese, documentano l'applicazione della matematica alla variazione della lunghezza delle ore diurne durante l'anno solare. Secoli di osservazioni dei fenomeni celesti furono registrati in una serie di tavolette redatte in scritture cuneiforme, conosciute come "Enuma Anu Enlil" - la più vecchia e significativa fonte che possediamo è la Tavoletta 63, chiamata anche la cosiddetta "Tavoletta di Venere di Ammi-saduqa", che mostra il primo e ultimo sorgere visibile di Venere per un periodo di circa 21 anni. È la prima testimonianza del riconoscimento della periodicità dei fenomeni planetari.
Il MUL.APIN, contiene cataloghi di stelle e costellazioni, come anche schemi per predire la levata eliaca e le posizioni dei pianeti, la lunghezza delle ore diurne misurata attraverso clessidre ad acqua, gnomoni, ombre ed infine metodi per sincronizzare il calendario lunare a quello solare. Il testo babilonese GU organizza le stelle in "stringhe" che giacciono lungo declinazioni circolari e misurano dunque intervalli di tempo utilizzando le stelle allo zenit, riportando anche le differenze ascensionali. Ci sono decine di testi mesopotamici che descrivono osservazioni di eclissi, soprattutto fatte dalla città di Babilonia.

## Astronomia Babilonese del Secondo Impero

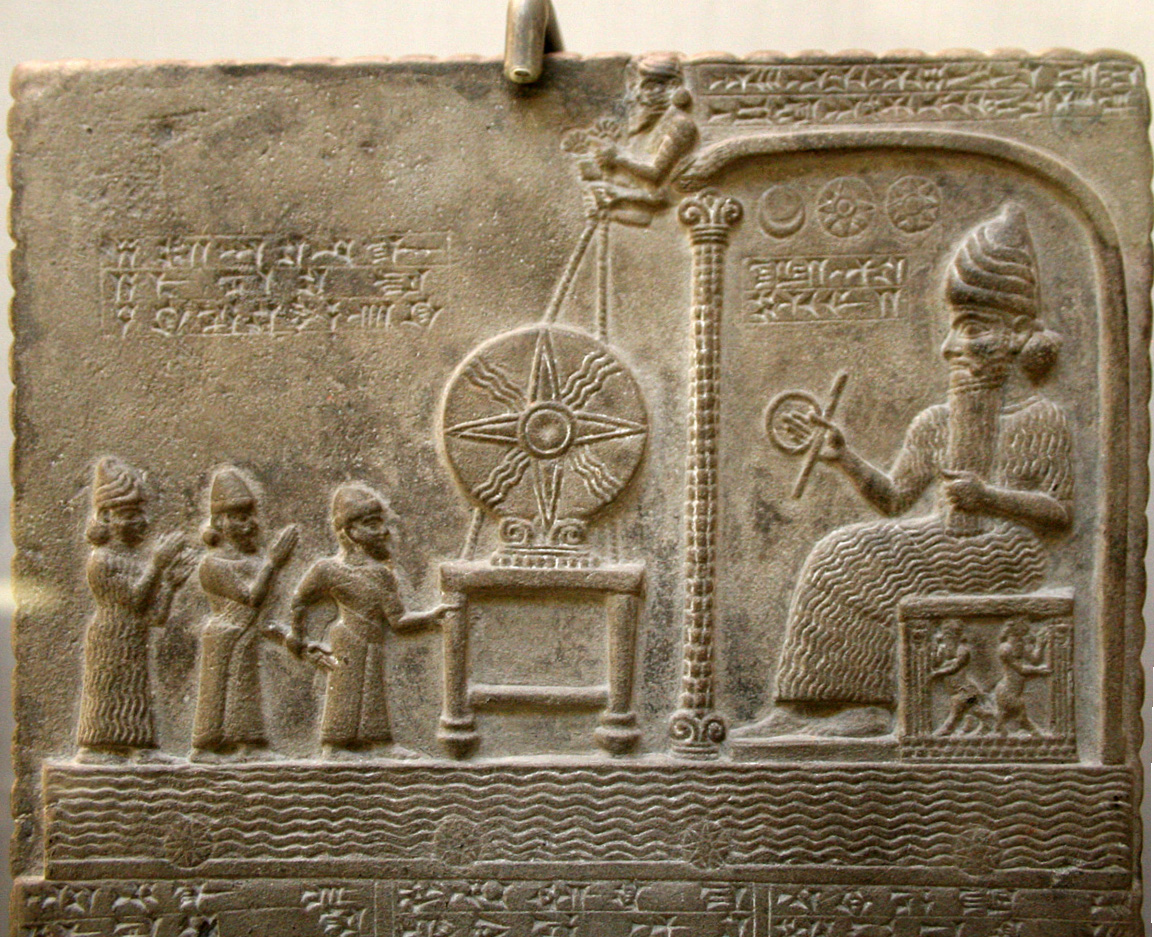
Tavola di Shamash

L'Astronomia del Secondo Impero si riferisce all'astronomia sviluppata dagli astronomi Caldei durante il Secondo Impero Babilonese, l'Impero Achemenide, l'età seleucide, e l'Impero partico.
Un incremento significativo della qualità e della frequenza delle osservazioni babilonesi cominciò durante il regno di Nabonassar (o "Nabu-nasir", 747-734 a.C.), il fondatore del Secondo Impero. La sistematica registrazione in almanacchi astronomici di fenomeni infausti che cominciò in questo periodo, permise ad esempio la scoperta della frequenza delle eclissi lunari in cicli di 18 anni (saros). L'astronomo egiziano Tolomeo utilizzò più tardi il regno di Nabonassar come inizio di un'era, poiché ritenne che le prime osservazioni utilizzabili incominciassero in quel periodo.
L'ultimo stadio nello sviluppo dell'astronomia babilonese prese piede durante l'Impero Seleucide (323-60 a.C.). Nel terzo secolo a.C., gli astronomi incominciarono ad usare dei testi per la previsione dei moti dei pianeti. Questi testi includevano materiale di precedenti studi per scoprire la ripetizione di avvenimenti infausti concernenti i pianeti. Nello stesso periodo, o poco dopo, gli astronomi crearono dei modelli matematici che permettevano di predire questi fenomeni direttamente, senza l'ausilio delle osservazioni passate.

### Astronomia Empirica
La maggioranza degli astronomi Caldei erano interessati esclusivamente alle effemeridi e non alla teoria. Il modello planetario babilonese era strettamente empirico e aritmetico, e normalmente non venivano incluse la geometria, la cosmologia o la filosofia speculativa, benché gli astronomi babilonesi fossero interessati alla filosofia naturale e alla natura ideale dell'universo primordiale. I risultati raggiunti in questo periodo, comprendono la scoperta di cicli di eclissi, del ciclo di saros e di altre osservazioni astronomiche precise, come quella dell'orbita di Giove.
Fra gli astronomi Caldei che hanno svolto ricerche empiriche ci sono Naburimannu (VI o III secolo a.C.), Kidinnu (330 a.C.), Berosso (III secolo a.C.) e Sudines (240 a.C.). Sono noti per aver avuto un'importante influenza sugli astronomi greci Ipparco e Tolomeo, come anche su molti altri astronomi del periodo ellenico.

### Astronomia Eliocentrica
L'unico studioso Caldeo conosciuto per aver teorizzato un modello eliocentrico di moto planetario fu Seleuco di Seleucia (n. 190 a.C.). Seleuco è conosciuto grazie agli scritti di Plutarco. Sostenne la teoria eliocentrica, la quale afferma che la Terra ruota attorno ad un proprio asse e contemporaneamente attorno al Sole. Secondo Plutarco, Seleuco fornì addirittura delle prove in sostegno alla tesi, ma non è noto quali argomenti egli avrebbe utilizzato.
Secondo Lucio Russo le sue tesi erano probabilmente relazionate al fenomeno delle maree.  Seleuco teorizzò correttamente che le maree fossero causate dalla Luna, benché credesse che l'interazione fosse mediata da uno pneuma, identificato da alcuni con l'atmosfera terrestre. Notò che le maree variano in durata e intensità in differenti zone del mondo. Secondo Strabone, Seleuco fu il primo ad affermare che le maree sono collegate all'attrazione esercitata dalla Luna e che la loro altezza dipende dalla posizione del satellite terrestre in relazione al Sole.
Secondo Bartel Leendert van der Waerden, Seleuco potrebbe aver provato la teoria eliocentrica tramite la determinazione di costanti di un modello geometrico, sviluppando poi un metodo di computo delle posizioni planetarie, utilizzando questo nuovo modello. Potrebbe aver usato un modello trigonometrico disponibile ai suoi tempi, dato che fu contemporaneo di Ipparco di Nicea.

## L'influenza babilonese sull'astronomia Ellenistica

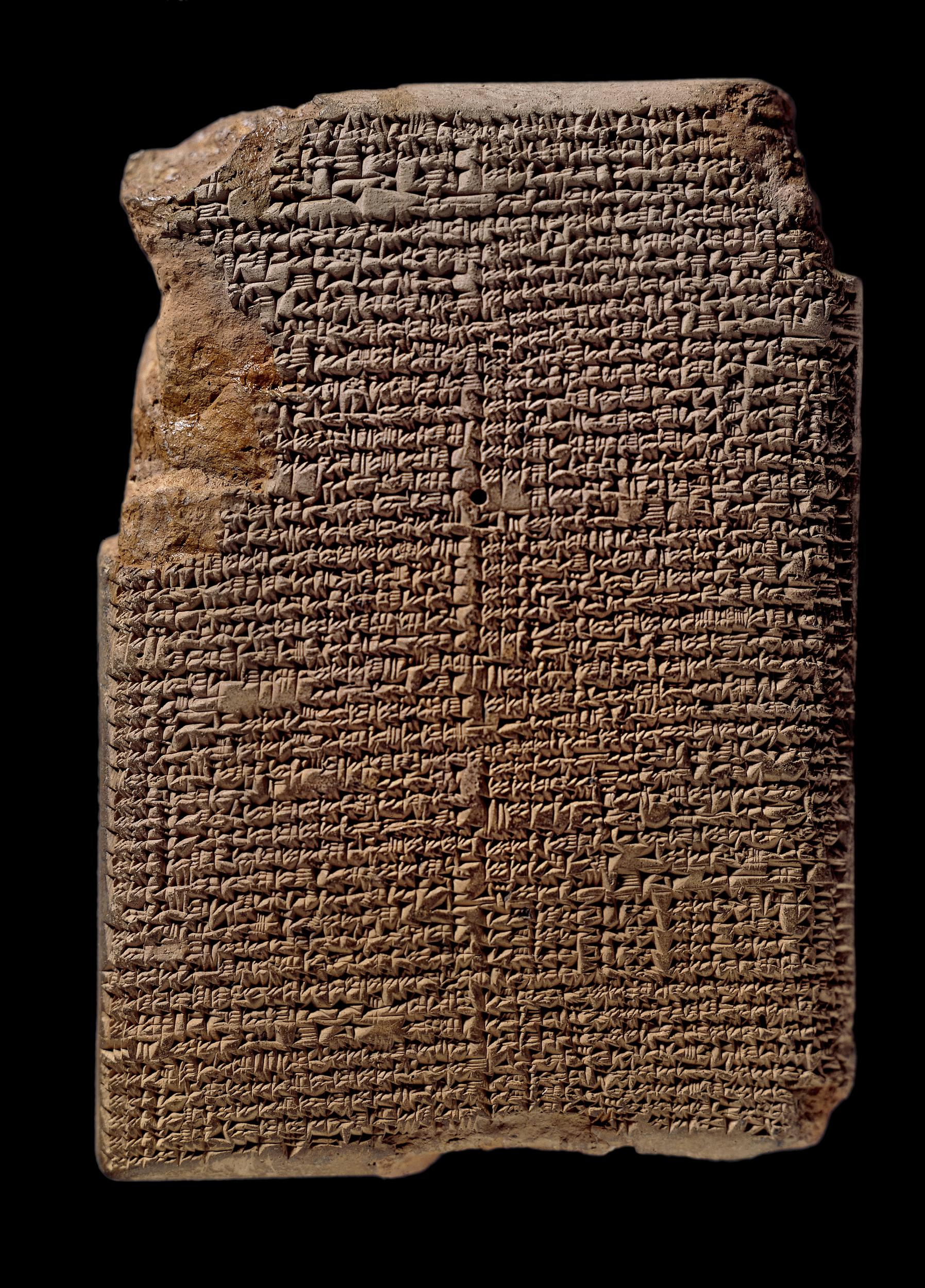
Numero inventario 152339001 Tavoletta d'argilla con due colonne di iscrizione. Trattato astronomico, della serie Mul-Apin ("la stella dell'aratro") che comprende un elenco delle tre divisioni dei cieli, le date (nell'anno ideale di 360 giorni) del sorgere delle stelle principali e di quelle che sorgono e tramontano, e le costellazioni sul percorso della luna. Conservata presso il British Museum.

Molte delle opere degli antichi greci e degli scrittori ellenistici (inclusi matematici, astronomi e geografi) si sono conservate fino ai nostri tempi, mentre in altri casi ci sono noti alcuni aspetti dei loro lavori o del loro pensiero attraverso riferimenti successivi. Invece i risultati raggiunti in questi campi dalle prime civiltà medio-orientali, e in particolare da quella babilonese, rimasero nell'oblio per lungo tempo.
 In seguito alle importanti scoperte archeologiche del XIX secolo, sono state ritrovate alcune tavolette di argilla incise in caratteri cuneiformi, alcune delle quali trattavano di astronomia. Molte di queste sono state descritte da Abraham Sachs e in seguito pubblicate da Otto Neugebauer negli Astronomical Cuneiform Texts (ACT).
Dalla riscoperta della civiltà babilonese è emerso chiaramente che la l'astronomia ellenistica era stata fortemente influenzata da quella Caldea. Gli esempi meglio documentati sono quelli di Ipparco di Nicea (II secolo d.C.) e Claudio Tolomeo.

### Influenze iniziali
Molti studiosi concordano sul fatto che gli antichi greci abbiano appreso il ciclo metonico dagli scribi babilonesi. Metone di Atene, un astronomo greco del V secolo a.C., sviluppò un calendario lunisolare basato sulla corrispondenza tra 19 anni solari e 235 mesi lunari; tale relazione era già nota ai babilonesi.
Nel IV secolo a.C., Eudosso di Cnido scrisse un libro sulle stelle fisse.
Le sue descrizioni di molte costellazioni e specialmente i dodici segni dello zodiaco, sono molto simili agli originali babilonesi. Nel secolo seguente Aristarco di Samo utilizzò un ciclo di eclissi di origine babilonese, il saros, per determinare la lunghezza dell'anno.
Attualmente i ricercatori concordano nel ritenere che le conoscenze e le fonti della cultura babilonese siano state introdotte nel mondo ellenistico da Beròso che in qualità di Sacerdote di Bēl-Marduk avrebbe tramandato ad altri mondi e culture nozioni astronomiche e astrologiche del mondo antico. La datazione in cui molti ricercatori concordano è intorno al 280 aC, periodo in cui viene indicato l'approdo di Beròso sull'isola greca di Kos, finalizzata all'insegnamento dell'astrologia e della cultura babilonese ai Greci, quando agli inizi del III secolo a.C. il sacerdote compone per il sovrano Antioco I un'opera sulla civiltà babilonese e alcuni trattati di astronomia: dai frammenti di Beròso (vedi Bibliotheca historica di Diodoro Siculo) è possibile ricostruire, anche se parzialmente, il quadro dottrinale che venne inserito nel mondo greco, con evidente tracce del mondo precedente, influenzato dalle tradizioni caldee.